# 新不伦瑞克 (新泽西州)
新不伦瑞克（英語：New Brunswick）為位于美国新泽西州中部密德薩克斯郡的城市，該城市坐落在拉里坦河（Raritan River）南岸，距纽约市31英里（50公里）。据2000年美国联邦人口调查， 该市人口数为48,573人。
新不伦瑞克为郡首府及行政机关所在地。新泽西州立罗格斯大学最大分校區，新布朗斯維克校區，及新泽西州立医学与牙医大学位于此市。该市别称“中心之城”与“保健之城”，前者反映其作为新泽西中部主要城镇的中心地位，自十九世纪起便有多条铁路通过该市，后者来源于集中于此处的多个主要医院（Robert Wood Johnson University Hospital与Saint Peter's University Hospital）及大型制药公司（例如强生公司与葛兰素史克公司）。